# Harpella
Harpella is een geslacht van vlinders van de familie sikkelmotten (Oecophoridae), uit de onderfamilie Oecophorinae.

## Soorten
- H. ambiquellus (Costa, 1836)
- H. forficella

Bruine molmboorder (Scopoli, 1763)
- H. scolopistis Meyrick, 1909
- H. semnodoxa Meyrick, 1931